# William Hawkins (Politiker)

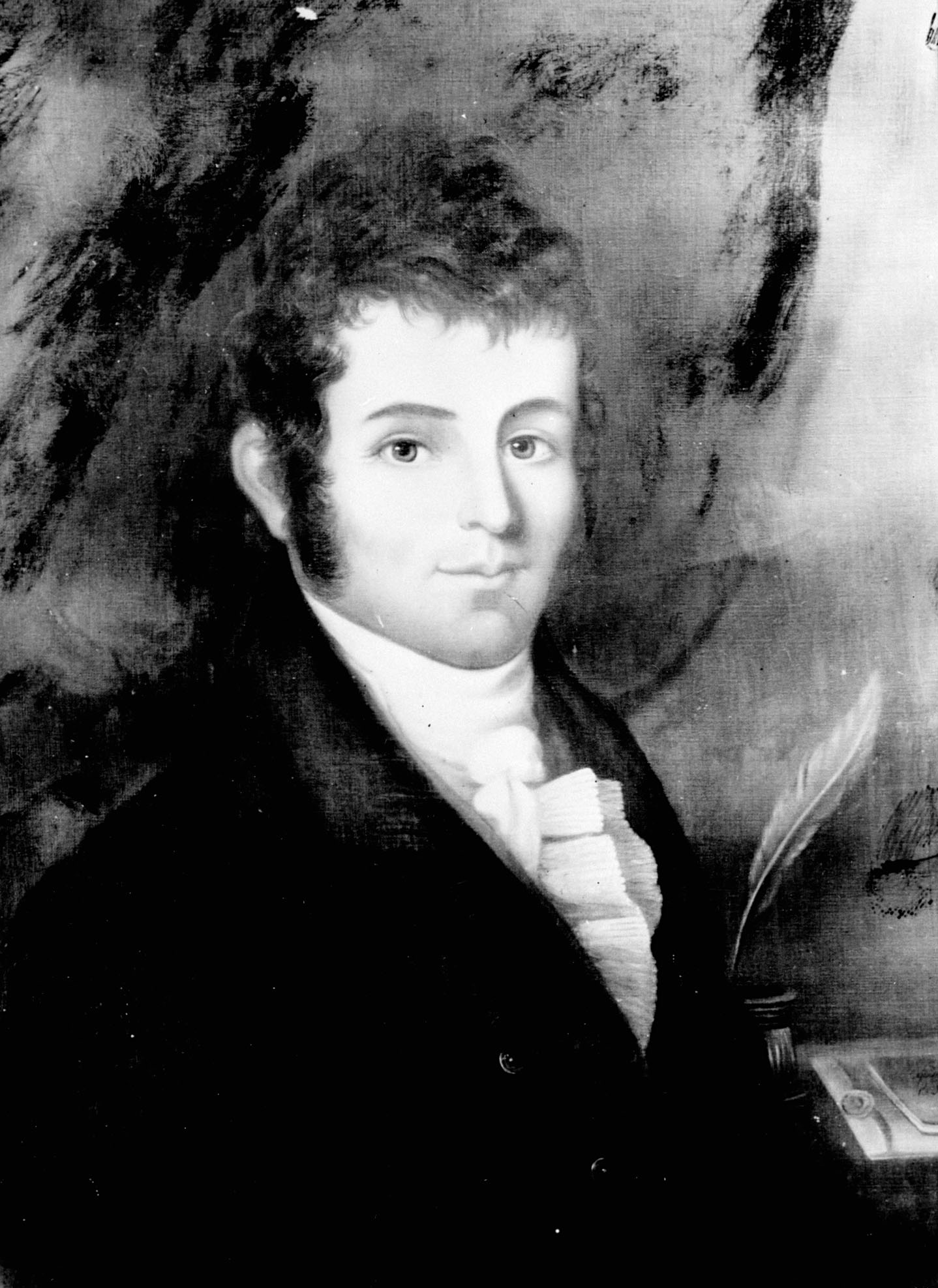
William Hawkins

William Hawkins (* 20. Oktober 1777 in Pleasant Hill, North Carolina; † 17. Mai 1819 in Sparta, Georgia) war ein US-amerikanischer Politiker und 17. Gouverneur von North Carolina.

## Frühe Jahre und politischer Aufstieg
William Hawkins besuchte die örtlichen Schulen seiner Heimat. Es folgte ein Jurastudium in Philadelphia und North Carolina. Nach seiner Zulassung als Anwalt begann er im Warren County zu praktizieren. Er war außerdem stellvertretender Indianerbeauftragter in Fort Hawkins in Georgia und trat 1801 als Vermittler bei Streitigkeiten mit den Tuscarora-Indianern auf. Seine politische Karriere begann mit seiner Wahl in das Abgeordnetenhaus von North Carolina im Jahr 1804. Dort verblieb er zunächst bis 1805. Zwischen 1809 und 1811 war er erneut in diesem Gremium, diesmal sogar als Präsident der Kammer (Speaker).

## Gouverneur von North Carolina
Im Jahr 1811 wurde Hawkins vom Abgeordnetenhaus zum neuen Gouverneur von North Carolina gewählt. In den folgenden beiden Jahren wurde er jeweils wiedergewählt. Damit schöpfte er die Möglichkeiten der Verfassung voll aus, die nur maximal drei zusammenhängende Amtszeiten erlaubte. Seine Amtszeit währte vom 11. Dezember 1811 bis zum 29. November 1814. Diese Zeit fiel mit dem Krieg von 1812 zusammen und er musste als Gouverneur Truppen für die Armee rekrutieren. Außerdem förderte er die industrielle Entwicklung in North Carolina.
Nach dem Ende seiner Amtszeit zog er sich aus der Politik zurück. Er kehrte nur noch einmal, im Jahr 1817, kurz in das Abgeordnetenhaus zurück. William Hawkins verstarb im Mai 1819. Er war mit Ann Swepson Boyd verheiratet. Das Paar hatte sieben Kinder.